# Francisco Marcondes Homem de Melo
Francisco Marcondes Homem de Melo, 2.º barão e único visconde de Pindamonhangaba, (Pindamonhangaba, 22 de janeiro de 1804 – Pindamonhangaba, 14 de janeiro de 1881) foi um fazendeiro brasileiro e coronel da Guarda Nacional.

## Biografia
Filho de José Homem de Melo e Maria Marcondes Andrade, casou com sua prima Ana Francisca de Melo, filha do capitão-mor Francisco Homem de Melo e  Maria Francisca Guimarães. Pai de Francisco Inácio Marcondes Homem de Melo.
Foi agraciado com o título de 2º barão de Pindamonhangaba em 6 de julho de 1867, por ter colaborado com o imperador D. Pedro II na Guerra do Paraguai, tendo recebido o título de visconde de Pindamonhangaba em 19 de setembro de 1877.
Foi agraciado com a comenda da Imperial Ordem da Rosa.
Foi sepultado no cemitério da Irmandade do Santíssimo Sacramento, em Pindamonhangaba.